# What Do We See When We Look at the Sky?
What Do We See When We Look at the Sky? (en georgiano: რას ვხედავთ როდესაც ცას ვუყურებთ?) es una película dramática germano-georgiana de 2021 escrita y dirigida por Alexandre Koberidze. La película está protagonizada por Ani Karseladze, Giorgi Bochorishvili y Vakhtang Panchulidze.
La película tuvo su estreno mundial en la edición 71 del Festival Internacional de Cine de Berlín en marzo de 2021.

## Reparto
El elenco incluye:
- Ani Karseladze como Lisa
- Giorgi Bochorishvili como Giorgi
- Oliko Barbakadze como Lisa
- Giorgi Ambroladze
- Vakhtang Panchulidze
- Sofio Tchanishvili como Ana
- Irina Chelidze
- David Koberidze como Irakli
- Sofio Sharashidze como Ana

## Lanzamiento
El 11 de febrero de 2021, Berlinale anunció que la película tendría su estreno mundial en la edición 71 del Festival Internacional de Cine de Berlín en la sección de Competencia de la Berlinale, en marzo de 2021.
 